# Sabah Şəriəti
Sabah Şəriəti (* 1. Januar 1989 in Sanandadsch, Iran) ist ein aserbaidschanischer Ringer iranischer Herkunft.

## Biografie
Sabah Şəriəti nahm an den Olympischen Sommerspielen 2016 in Rio de Janeiro teil. Im griechisch-römischen Ringen im Superschwergewicht gewann er die Bronzemedaille. Bei den Europaspielen 2015 und 2019 konnte er eine Silber- und eine Bronzemedaille gewinnen.